# Dogok-dong
Dogok-dong là một phường giàu có của Gangnam-gu ở Seoul, Hàn Quốc. Khu vực này có Samsung Tower Palace, một khu phức hợp dân cư sang trọng chứa tòa nhà cao thứ mười một ở Hàn Quốc.
Nó nằm kế bên "khu ổ chuột cuối cùng của Seoul" là làng Guryong.

## Giáo dục
Các trường học ở Dogok-dong:
- Trường Tiểu học Eonju
- Trường Tiểu học Daedo Seoul
- Trường Trung học Cơ sở Daechi
- Trường Trung học Cơ sở Dogok
- Trường Trung học Cơ sở Eunseong
- Trường Trung học Cơ sở Nữ sinh Sookmyung
- Trường Trung học Phổ thông Nữ sinh Eunkwang
- Trường Trung học Phổ thông Nữ sinh Sookmyung
- Trường Trung học Đại học Chungang

## Vận chuyển
Dogok-dong được phục vụ bởi ga Dogok và ga Hanti thuộc tuyến . Nó cũng được phục vụ bởi ga Maebong, ga Dogok và ga Yangjae thuộc  Tuyến số 3 của tàu điện ngầm Seoul.